# 都是你害的
〈都是你害的〉（英語：You Made Me）是《探險活寶》第四季的第20集。在卡通頻道2012年8月27日播出。本集以阿寶和老皮為主角。在這一集裡，檸檬公爵氣糖果王國並要求其人民到隔離的城堡之後，泡泡糖公主派糖果幫到他那邊。然而，檸檬公爵並不滿足這些頑劣人民。泡泡糖最終作一雙胞與他統治。